# Spiral Shadow
Albums de Kylesa
Static Tensions
(2009)
Spiral Shadow est le cinquième album studio de Kylesa. Il est sorti le 25 octobre 2010 en Europe, et le 26 octobre aux États-Unis.

## Liste des Titres
Toutes les chansons sont composés par Phillip Cope, Carl McGinely, et Laura Pleasants, sauf indications.
1. "Tired Climb" - 3:20
2. "Cheating Synergy" - 2:51
3. "Drop Out" - 4:29
4. "Crowded Road" - 3:30
5. "Don't Look Back" 3:20
6. "Distance Closing In" - 3:51
7. "To Forget" - 3:32
8. "Forsaken" - 3:41
9. "Spiral Shadow" - 5:12
10. "Back And Forth" - 2:33
11. "Dust" - 3:44

## Personnel
- Phillip Cope – guitare, chant
- Laura Pleasants – guitare, chant
- Carl McGinely – batterie
- Tyler Newberry – batterie
- Corey Barhorst – basse, claviers